# African Queen
African Queen (englisch für ‚Afrikanische Königin‘) ist ein britisch-US-amerikanischer Abenteuerfilm aus dem Jahr 1951. Er wurde unter der Regie von John Huston nach der gleichnamigen Romanvorlage von C. S. Forester in Afrika gedreht.

## Handlung
Am Beginn des Ersten Weltkriegs in Ostafrika: In einer kleinen Siedlung, weit entfernt von jeder Zivilisation, lebt und wirkt die sittenstrenge und etwas altjüngferliche Rose Sayer als Missionarin gemeinsam mit ihrem Bruder Pastor Samuel Sayer. Mit dem Nötigsten und mit Nachrichten versorgt wird die Siedlung von dem raubeinigen und verwahrlosten Kapitän Charlie Allnutt und seinem altersschwachen kleinen Dampfboot namens African Queen. Niemand erwartet, dass der Krieg große Auswirkungen auf die Siedlung haben könnte, sie wird aber durch deutsche Soldaten bei einer Strafexpedition völlig zerstört. Pastor Sayer fällt daraufhin in den Zustand geistiger Verwirrtheit und stirbt wenig später. Kapitän Allnutt sieht sich gezwungen, Rose auf seiner Reise weiter den Fluss hinunter mitzunehmen.
Das Zusammenleben dieser beiden unterschiedlichen Charaktere auf engstem Raum ist naturgemäß nicht einfach. Die spröde und strenge Rose macht Charlie das Leben schwer, zwingt ihn aus seiner Verwahrlosung heraus und schüttet eines Tages seine kompletten Vorräte an Gin über Bord. Sie zeigt aber auch unvermutete Stärke und Mut, mit dem sie langsam Charlie ansteckt und ihn aus seiner eher resignierten Haltung herausholt. Sie hat sich in den Kopf gesetzt, den Fluss ganz hinunterzufahren, obwohl dies als unmöglich gilt, und das im anschließenden See kreuzende deutsche Schiff Louisa zu versenken. Gemeinsam machen sich die beiden daran, diese Idee in die Tat umzusetzen. Sie haben sich inzwischen behutsam einander angenähert und sind nun ein Liebespaar.
Die Schwierigkeiten, mit denen die beiden unterwegs zu kämpfen haben, sind fast unüberwindlich. Eine deutsche Stellung, die sie unter Beschuss nimmt, als unpassierbar geltende Stromschnellen (hier wächst Rose über sich hinaus und steuert das Boot, während Charlie sich um die unzuverlässige Maschine kümmern muss) bis hin zu einem Labyrinth von seichten Verzweigungen in der Flussmündung voller Rohrbewuchs, Mücken und Blutegel, in denen Charlie das Boot bis zur völligen Erschöpfung von Hand schleppen muss. Er findet keinen Ausweg aus dem Labyrinth, beide schlafen erschöpft und ohne Hoffnung ein. Nachts setzt starker Regen ein, der Wasserstand des Flusses steigt. Als die beiden aufwachen, bewegt sich das Boot von selbst in einer nun vorhandenen Strömung auf den See zu. In der Ferne sehen sie die Louisa kreuzen.
Charlie leert daraufhin zwei an Bord befindliche Sauerstoffflaschen, befüllt sie mit Sprengstoff, den er ebenfalls an Bord hat, und baut so zwei Torpedos, die er am Bug der African Queen befestigt. Die Aufschlagzünder bastelt er aus  Holz,  Nägeln und zwei Patronen. Sie präparieren die African Queen, indem sie die Torpedos durch Löcher im Bug schieben und scharf machen. In der Nacht ihres geplanten Angriffes herrscht auf dem See starker Sturm. Das Boot ist im Bug durch die Löcher so vollgelaufen, dass es nicht mehr zu steuern ist. Es beginnt zu sinken und kentert. Rose und Charlie klammern sich am Boot fest, plötzlich ist Rose verschwunden.
Charlie wird wenig später von deutschen Offizieren gefangen genommen, die ihn verhören und der Spionage verdächtigen. Dabei handelt es sich um eine Gerichtsverhandlung, in der er schließlich zum Tode verurteilt wird, obwohl er behauptet, er sei nur als Angler auf der Insel gewesen, auf der man ihn aufgefunden hat. Plötzlich legt ein Beiboot an, und Rose wird ebenfalls an Bord gebracht. Charlie verleugnet sie zunächst. Rose will sich aber wenigstens die Genugtuung verschaffen, den Deutschen von ihrer beider Vorhaben zu erzählen. Ihr Bericht stößt auf Unglauben, denn der Fluss gilt als unbefahrbar und ihre Beschreibung der Torpedos klingt für die Deutschen auch nicht gerade überzeugend. Beide werden zum Tod durch den Strang verurteilt. Rose bittet darum, dass sie gleichzeitig mit Charlie gehängt wird. Auf Charlies letzten Wunsch traut der verwunderte Kapitän das Paar. Während der Trauung sieht man in Zwischenschnitten die gekenterte African Queen mit ihren Torpedos auf der Oberfläche des Sees treiben und die Louisa darauf zusteuern. Gerade als die Seile langsam gestrafft werden, um die beiden zu hängen, erschüttert eine Explosion das Schiff, es gerät in Brand und sinkt sofort.
Rose und Charlie schwimmen unversehrt im See Richtung britisches Gebiet. Rose findet ein im Wasser treibendes Wrackstück aus dem Bug ihres Dampfbootes, auf dem „African Queen“ zu lesen ist. Den beiden wird klar, dass ihr Plan unerwartet doch noch aufgegangen ist.

## Hintergrund

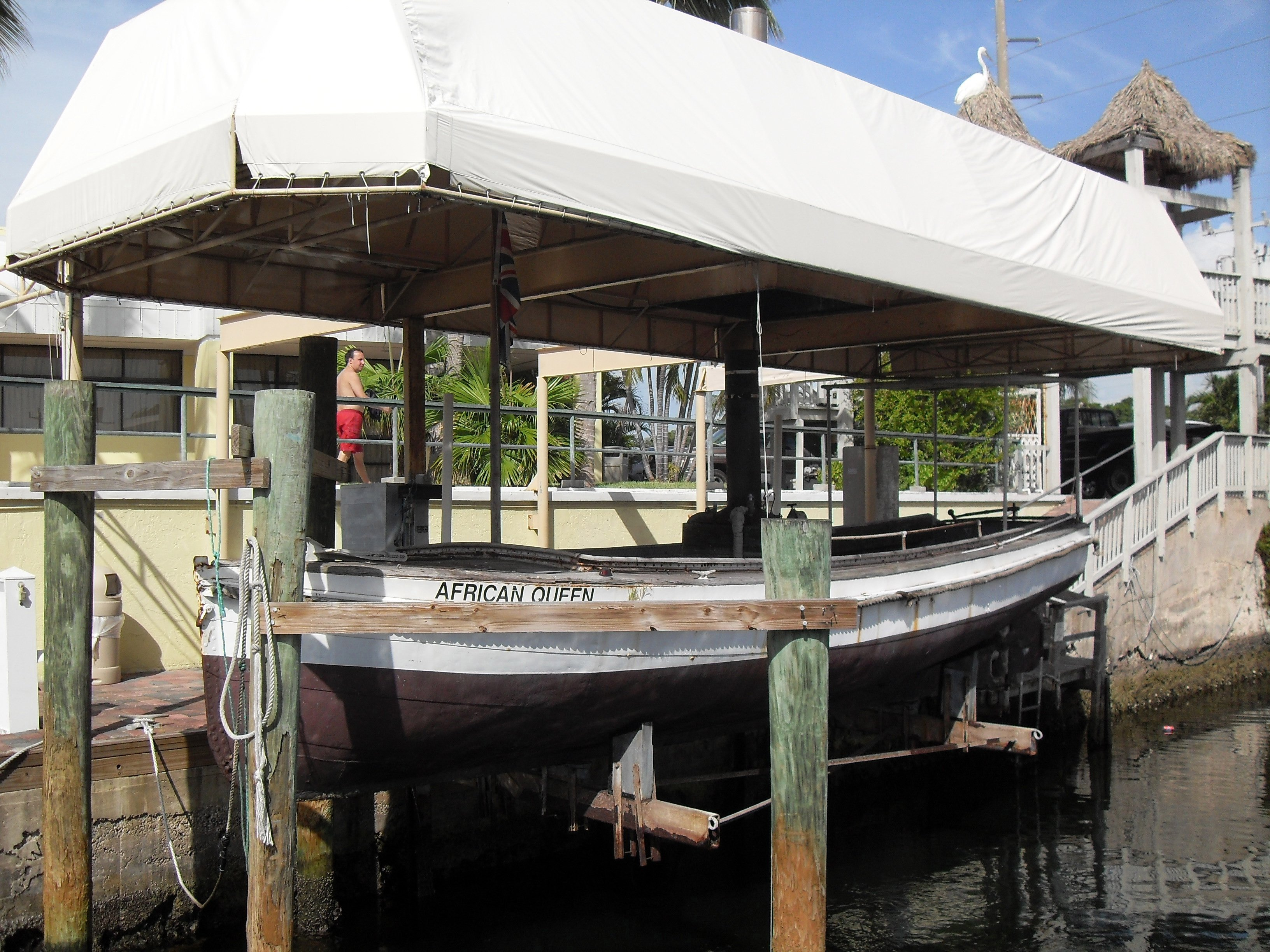
Die African Queen in Key Largo, Florida

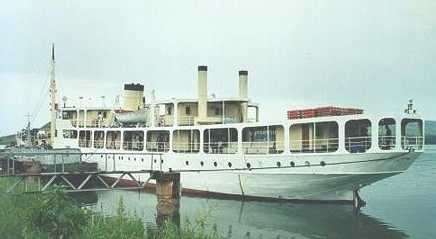
Die Goetzen am Anleger in Kigoma (2003)

Die historische Expedition, welche die Grundlage für Foresters Roman bildete, wurde 1915 vom egozentrischen britischen Korvettenkapitän Geoffrey Basil Spicer Simson angeführt. Spicer Simson hatte den Auftrag, mit den beiden Motorbarkassen Mimi und Toutou die deutsche Vorherrschaft auf dem Tanganjikasee zu brechen. Diese Geschehnisse wurden von Giles Foden im Buch Die wahre Geschichte der African Queen zusammengefasst. Als Vorbild für das Kanonenboot Louisa diente ein deutsches Schiff, die Goetzen, die bis 2018 im Einsatz war. Im Film wird die Louisa vom britischen Schlepper Buganda dargestellt, der ebenfalls heute noch existiert und in Mwanza liegt. Die originale African Queen hieß eigentlich S/L Livingstone und war bereits 1912 gebaut worden. Das Boot war damals auf dem Albertsee sowie auf dem Weißen Nil im Einsatz. Da es eigentlich einen Dieselmotor hatte, verdeckte man diesen und fügte verschiedene Teile hinzu, damit es im Film wie ein Dampfboot aussah. Das Schiff kann man heute in Key Largo, Florida sehen, wo es als Touristenattraktion beliebt ist.
African Queen wurde teilweise vor Ort in Afrika gedreht: Die Außenaufnahmen fanden in Butiaba am Albertsee, am Ruki im damaligen Belgisch Kongo und im Murchison Falls National Park statt – rund 1500 Kilometer vom Tanganjikasee, dem angeblichen Schauplatz, entfernt. Es war sehr aufwendig, vor Ort in Afrika mit den damals modernen Technicolor-Kameras zu drehen. Zudem musste die Filmcrew unter relativ spartanischen Verhältnissen hausen, selbst die Filmstars (neben Katharine Hepburn und Humphrey Bogart auch Lauren Bacall, die ihren Ehemann Bogart auf die Reise nach Afrika begleitete). Andere Szenen, insbesondere die gefährlichen, wurden wegen der Sicherheit und technischen Umsetzbarkeit allerdings in britischen Filmstudios gedreht.
Während der Dreharbeiten zu dem Film in Uganda wurde das Filmteam durch die britische Kolonialverwaltung auch mit Trinkwasser versorgt. Aufgrund von Magenbeschwerden und Durchfall wurde der Krankenstand der Filmcrew so groß, dass man die Dreharbeiten des Films für mehr als zehn Tage aussetzen musste. Die Produktionsfirma ermittelte wegen dieser zehn Tage Mehrkosten in Höhe von fast 25.000 britischen Pfund für die Filmcrew. Weiterhin sollte die Produktionsfirma in den zehn Tagen der Verwaltung einen Betrag in Höhe von rund 4.000 britischen Pfund für verschiedene Dienste wie der Umwandlung eines Schiffes zur African Queen sowie der Vermietung weiterer Schiffe, Hafenanlagen und für Verpflegung bezahlen. Die Produktionsfirma verweigerte die Zahlung und forderte im Gegenzug von der Verwaltung die 25.000 britische Pfund als Schadensersatz. Ihrer Meinung nach waren die Magenbeschwerden und der Durchfall auf unreines Wasser zurückzuführen, das ihren Mitarbeitern von der Verwaltung geliefert wurde. Die Verwaltung lehnte eine Haftung ab und wies darauf hin, dass es für Neuankömmlinge in den Tropen nicht ungewöhnlich ist, an Magenbeschwerden zu leiden, wenn sie eisgekühlte Getränke trinken und sich nach der Arbeit von Ventilatoren kühlen lassen. Diese Tendenz werde noch verschärft, wenn, wie im vorliegenden Fall, viele Stunden gearbeitet wird. Die Parteien zogen in Großbritannien vor Gericht, aber die Produktionsfirma verlor und musste letztlich ihre Mehrkosten selbst tragen und der Kolonialverwaltung die 4.000 britischen Pfund  bezahlen. Humphrey Bogart und Regisseur John Huston blieben nach Bogarts Angaben als einzige Mitglieder der Filmcrew gesund, was er vor allem darauf zurückführte, dass beide nur Whiskey tranken.
Die zum Teil chaotischen Dreharbeiten, die unter John Huston litten, der lieber auf Elefantenjagd ging als zu arbeiten, verarbeitete der am Drehbuch von African Queen beteiligte Peter Viertel zu dem 1953 erschienenen Roman White Hunter, Black Heart (in Deutschland als Mann im Dschungel veröffentlicht). Viertels Roman wurde als Spielfilm Weißer Jäger, schwarzes Herz von Clint Eastwood verfilmt. Hepburn beschrieb in ihrer Autobiografie, wie sie Huston einmal zur Jagd begleitete und beide nur knapp mit ihrem Leben davonkamen, weil sie sich plötzlich lauter gefährlichen Tieren gegenübersahen. Über ihre Erfahrungen bei den Dreharbeiten schrieb Katharine Hepburn 1987 das Buch African Queen oder Wie ich mit Bogart, Bacall und Huston nach Afrika fuhr und beinahe den Verstand verlor.
Das Original-Drehbuch sah einen britischen Cockney-Akzent für Bogarts Rolle vor, doch dies wurde fallengelassen, als er damit nicht zurechtkam. Eine andere sprachliche Ungewöhnlichkeit entstand durch die Besetzung des britischen Schauspielers Peter Bull als deutscher Schiffskapitän: Da Bull kein Wort Deutsch sprechen konnte, mussten seine deutschen Sätze in der englischen Originalfassung vom deutschen Schauspieler Walter Rilla nachgesprochen werden.
Die Altersfreigabe des Films wurde im November 2022 nach einer Neuprüfung durch die FSK von 12 auf 6 Jahre herabgesetzt.

## Deutsche Fassung
| Figur                         | Darsteller        | Deutscher Sprecher    |
| ----------------------------- | ----------------- | --------------------- |
| Rose Sayer                    | Katharine Hepburn | Edith Schneider       |
| Charlie Allnut                | Humphrey Bogart   | Wolfgang Lukschy      |
| Reverend Samuel Sayer         | Robert Morley     | Erich Fiedler         |
| Kapitän der 'Louisa'          | Peter Bull        | Curt Ackermann        |
| Erster Offizier der 'Louisa'  | Theodore Bikel    | Gert Günther Hoffmann |
| Zweiter Offizier der 'Louisa' | Walter Gotell     | Peter Elsholtz        |

Erst sieben Jahre nach der Uraufführung startete der Film in deutschen Kinos. Das Dialogbuch verfasste Harald G. Petersson, für die Dialogregie war Alfred Vohrer zuständig. Allerdings wurden einzelne Einstellungen geschnitten, die man damals als „deutschfeindlich“ ansah. Lange Zeit wurde in Deutschland nur die gekürzte Fassung gezeigt. Bis heute fehlt in Fernsehausstrahlungen meist die Einstellung, in der Pastor Sayer von einem deutschen Soldaten niedergeschlagen wird, als er sich gegen das Abbrennen seiner Kirche wehren will.

## Rezeption
African Queen gilt als Filmklassiker, was sich auch in den Auswertungen US-amerikanischer Aggregatoren widerspiegelt. So erfasst Rotten Tomatoes fast ausschließlich wohlwollende Besprechungen und ordnet den Film dementsprechend als „Zertifiziert Frisch“ ein. Metacritic ermittelt aus den vorliegenden Bewertungen „Allgemeines Kritikerlob“.

„Die vorzügliche Verfilmung von Foresters satirischem Roman hat durch späte Ausmerzung von ‚Antideutschem‘ unnötig gelitten. Dennoch sehenswert.“

„Huston ‚tauchte‘ die Hepburn und Bogart in einen farbenfrohen afrikanischen Regenwald mit allem Drum und Dran, sprich mit aller Schönheit und Gefahr, und schuf ein Meisterwerk der Filmkunst, in dem er ein ausgewogenes Maß an Tragik, Romanze und Komödie fand, das an Spannung nie verliert und zudem von humorvollen und intelligenten Dialogen lebt.“

„Einer der schönsten Abenteuerfilme der fünfziger Jahre.“

„Tee contra Gin lautet die Parole in diesem subtilen Geschlechterkampf im Dschungel Afrikas, in dem Bogart seinen eigenen Mythos persifliert [–] außergewöhnlich“

Humphrey Bogart erhielt den Oscar für die beste männliche Hauptrolle. Weitere Oscar-Nominierungen gab es für die beste Regie (John Huston), die beste weibliche Hauptrolle (Katharine Hepburn) und das beste Drehbuch. 1994 wurde der Film in das National Film Registry aufgenommen. Das American Film Institute führt African Queen außerdem in dem folgenden Bestenlisten:
- 1998: Platz 17 der 100 besten Filme aller Zeiten, 2007: Platz 65
- Platz 14 der 100 besten Liebesfilme aller Zeiten
- Rang 48 der 100 inspirierendsten Filme aller Zeiten

Eine Imitation von African Queen stellt der US-amerikanische Film Easy Flyer (Originaltitel: Dance of the Dwarfs) von Gus Trikonis mit Peter Fondo und Deborah Raffin aus dem Jahr 1982 dar.